# Polyalthia dumosa
Polyalthia dumosa är en kirimojaväxtart som beskrevs av George King. Polyalthia dumosa ingår i släktet Polyalthia och familjen kirimojaväxter. Inga underarter finns listade i Catalogue of Life.